# ウォルター"ウルフマン"ワシントン
ウォルター"ウルフマン"ワシントン（Walter "Wolfman" Washington 1943年12月20日 - 2022年12月22日）は米国ルイジアナ州ニューオーリンズを拠点に活動していたギタリスト、シンガー。ブルースを基調としながら、ニューオーリンズのミュージシャンらしいファンク、R&Bも織り交ぜたサウンドを展開する。

## 来歴
1943年、ニューオーリンズに生まれた。まだ10代の頃にリー・ドーシーのバンド・メンバーに抜擢され、彼とともにツアーに出る。
1960年代中ごろになると、オール・フールズ・バンドを結成、地元のクラブに出演するようになった
1970年代に入るとジョニー・アダムスのバンドに参加。アダムスとは、以後20年の長きに渡りライブ、レコーディングに関わっていった。一方1970年代の後半になると自身のバンド、ロードマスターズを結成し、ヨーロッパ・ツアーもこなすようになった。
1981年、初のソロ作『Leader Of The Pack』を零細レーベル、ヘップ・ミーよりリリースした。1980年代半ばにはワシントンは、ラウンダー・レコードと契約。同レーベルからは計3枚のアルバムをリリースしている。その後、ヴァージン・レコード系レーベル、ポイントブランクからもアルバムをリリースした。
1992年8月、初来日。1999年3月にもブルース・フェスティバル「THE JOOK」出演のために再来日している。
2007年、同じくニューオーリンズのミュージシャンであるジョー・クラウン(org.)、ラッセル・バティストJr. (ds.)とトリオを組み、ニューオーリンズのクラブ、メイプル・リーフで活動するようになった。
2008年には、久々のアルバム『Doin' the Funky Thing』をリリース、好評を博している。同年クラウン、バティストとのライブ盤『Krown, Washington, Batiste / Live at the Maple Leaf』もリリースした。

### 病気と死
2022年、扁桃腺がんと診断され闘病生活に入った。彼は同年の誕生日2日後の12月22日、ニューオーリンズ市内のパッセージズ・ホスピスにて亡くなった。79歳だった。生前レコーディングをしていた遺作『Feel So At Home』が2023年、ティピティーナス・レコード・クラブ・レーベルよりリリースとなった。

## ディスコグラフィー
- 1981年 『Leader Of The Pack』 (Hep' Me)
- 1986年 『Wolf Tracks』 (Rounder)
- 1988年 『Out of the Dark』 (Rounder)
- 1991年 『Wolf at the Door』 (Rounder)
- 1991年 『Sada』 (Point Blank)
- 1998年 『Funk Is in the House』 (Bullseye Blues)
- 1999年 『Blue Moon Risin'』 (Artelier)
- 2008年 『Doin' the Funky Thing』 (Zoho Roots)
- 2018年 『My Future Is My Past』 (Anti)
- 2023年 『Feel So At Home』 (Tipitina's Record Club)

Joe Krown Trio
- 2008年 『Live at the Maple Leaf』
- 2011年 『Triple Threat』
- 2013年 『Soul Understanding』